# Тиранновые манакины
Тиранновые манакины (лат. Tyranneutes) — род воробьиных птиц из семейства Манакиновые.

## Описание
Небольшие птицы 7—9 см с коротким хвостом. Питаются мелкими плодами и членистоногими. Период размножения с марта по май. Устраивают чашеобразные гнёзда в развилках деревьев на высоте около 1,5 м.

## Классификация
В состав рода включают два вида. Ближайшим родом является род Neopelma, с которым объединяется в отдельное подсемейство манакиновых.
- Tyranneutes stolzmanni (Hellmayr, 1906) — Карликовый тиранновый манакин
- Tyranneutes virescens (Pelzeln, 1868) — Крошечный тиранновый манакин

## Охрана
Оба вида рода включены в Красный список угрожаемых видов МСОП со статусом LC (Виды под наименьшей угрозой).

## Распространение
Встречаются в Венесуэле, Гвиане, Бразилии, Эквадоре, Перу и Боливии.